# 杨坡兰
杨坡兰（1937年11月—2015年7月5日），山东诸城人，全国劳动模范，第四届全国人大常委，中共第十届中央候补委员。

## 生平
1948年6月为青岛国棉六厂织布车间纬纱房工人。1950年2月为青岛国棉六厂准备车间穿筘工人，厂党委委员。1956年8月加入中国共产党。1959年8月入青岛纺织专科学校学习，1962年3月毕业。1967年1月至1973年7月任青岛市工代会常委，1973年8月至1975年9月任青岛市革委会副主任，1974年1月任中共山东省委组织部副部长。1975年9月至1977年5月任全国妇联筹备小组组长、中共青岛市委副书记。1977年5月至1978年2月任山东省工业学大庆工作团副团长，此后等待分配工作。1981年6月任青岛市纺织局染织公司干部。 2015年7月5日病逝。